# Piaggio P.7
Le Piaggio P.7 ou Piaggio-Pegna P.c.7 est un hydravion de course italien conçu et construit par Piaggio pour le Trophée Schneider 1929.

## Conception et développement
Cherchant à éviter la traînée aérodynamique induite par les flotteurs des hydravions, l'ingénieur Giovanni Pegna de la firme Piaggio conçut un hydravion très inhabituel pour représenter l'Italie lors du Trophée Schneider 1929. Le Piaggio P.7 ou Piaggio-Pegna P.c.7 est un monoplan à aile hautes cantilever qui n'utilisait ni coque ni flotteurs. Lorsqu'il était à flot l'avion flottait sur son fuselage étanche, ses ailes étant posées à la surface de l'eau. Deux hydrofoils à haute incidence remplaçaient les flotteurs lors des phases de décollages en élevant l'avion au-dessus de la surface de l'eau grâce à l'effet de déjaugeage. Ces deux hydrofoils étaient montés sous le fuselage juste devant les ailes d'une façon semblable aux flotteurs des hydravions. 

Les sources diffèrent sur le moteur du P.7 : il serait soit un V6 Isotta-Fraschini Spécial  de 970 ch, soit un Isotta-Fraschini AS-5 de 1 000 ch. Le moteur était connecté, par deux arbres différents, à la fois à une hélice bipale à pas variable automatique et à une petite hélice marine, similaires à celles utilisées sur les bateaux à moteur, montée en dessous de la queue de l'avion. Lors du décollage, le pilote démarrait le moteur avec l'hélice de vol préalablement mise en drapeau et l'admission d'air du carburateur fermée. Il utilisait ensuite un embrayage pour actionner l'hélice de queue et ainsi se déplacer sur l'eau. Lorsque le P.7 prenait de la vitesse les deux hydrofoils devaient le faire sortir de l'eau presque immédiatement. Après que l'avion se fut levé sur ses foils et que l'hélice de vol se fut dégagée de l'eau, le pilote devait ouvrir l'admission d'air du carburateur, puis de nouveau manœuvrer l'embrayage pour débrayer l'hélice marine et utiliser un autre embrayage pour entrainer l'hélice aérienne, qui passait automatiquement en pas de vol. Tracté par son hélice aérienne, l'avion pouvait alors effectuer un décollage classique, perché sur ses foils submergés, jusqu'à ce qu'il atteigne sa vitesse de décollage.

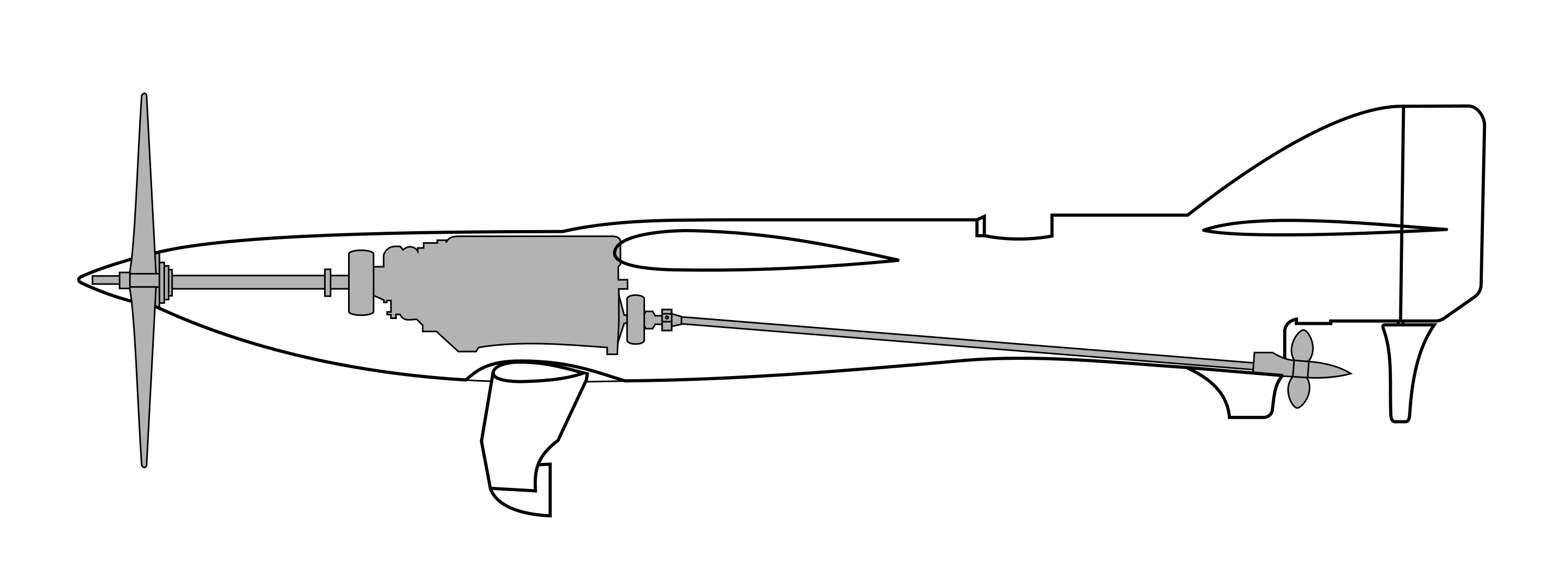
Schéma du système de propulsion

Sans la traînée aérodynamique et le poids induit par les flotteurs, Pegna, pensait que le P.7 serait capable d'atteindre des vitesses élevées, entre 580 et 700 km/h selon les sources.

## Tests

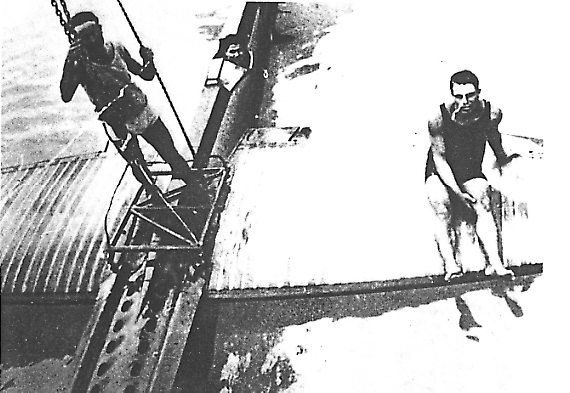
Le P.7 vu de dessus, lorsqu'il était à flot.

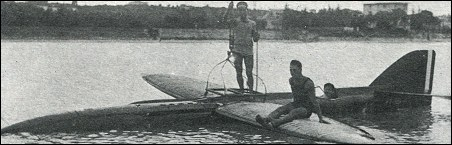
Le P.7 à flot. À l’arrêt, l'avion flottait sur ses ailes et son fuselage étanche avec ses foils submergée.

Piaggio fabriqua un P.7 et le présenta à l'équipe italienne du Trophée Schneider. Bien que certains pilotes refusassent de faire voler l'avion, le pilote italien Tommaso Dal Molin effectua des tests sur le Lac de Garde, dans le nord de l'Italie. Des problèmes d'embrayage persistèrent et l'hydravion générait beaucoup d’embruns au décollage ce qui gênait la vision du pilote. L'avion ne put donc jamais voler.
N'étant pas prêt à temps, le P.7 fut exclu du Trophée Schneider 1929, où un Macchi M.52 et deux Macchi M.67 représentèrent l'Italie. Piaggio et Pegna abandonnèrent le projet de construire un second P.7.

## Modèles réduits
Conçu à une époque de grand bouillonnement créatif dans le développement de l'aviation, le Piagio Pegna PC7, doté d'une esthétique remarquable, a inspiré les spécialistes du modèle réduit radiocommandé et quasiment cinquante ans plus tard le Français Alain Vassel, suivi par des modélistes italiens, ont créé des modèles réduits fonctionnels du PC7 capables de déjauger avec l'hélice marine, d'hydroplaner, puis de décoller et (moyennant quelques essais émaillés de déboires) de voler et d'amerrir, validant ainsi le concept de l'ingénieur Giovanni Pegna.

## Opérateurs
Regia Aeronautica